# 2. asociační liga 1932/1933
V soubojích 4. ročníku 2. asociační ligy 1932/1933 (2. fotbalová liga) se utkalo 10 týmů dvoukolovým systémem podzim–jaro. Vítězem a historicky prvním moravským účastníkem nejvyšší soutěže v sezoně 1933/1934 se stal brněnský klub SK Židenice. Postoupilo taktéž mužstvo SK Čechie Karlín (2. místo).
Nejlepším střelcem soutěže se stal Evžen Veselý, který byl autorem 22 branek.

## Konečná tabulka
| Poř. | Tým                  | Z  | V  | R | P  | VG | OG | B  |
| ---- | -------------------- | -- | -- | - | -- | -- | -- | -- |
| 1.   | SK Židenice          | 18 | 13 | 2 | 3  | 92 | 29 | 28 |
| 2.   | SK Čechie Karlín     | 18 | 10 | 5 | 3  | 66 | 38 | 25 |
| 3.   | Nuselský SK          | 18 | 10 | 3 | 5  | 41 | 32 | 23 |
| 4.   | SK Rakovník          | 18 | 8  | 4 | 6  | 47 | 43 | 20 |
| 5.   | SK Prostějov         | 18 | 8  | 2 | 8  | 44 | 31 | 18 |
| 6.   | ČAFC Vinohrady       | 18 | 7  | 3 | 8  | 40 | 47 | 17 |
| 7.   | SK Meteor Praha VIII | 18 | 7  | 2 | 9  | 47 | 52 | 16 |
| 8.   | SK Olympia Plzeň     | 18 | 7  | 1 | 10 | 48 | 50 | 15 |
| 9.   | SK Čechie Praha VIII | 18 | 5  | 3 | 10 | 31 | 60 | 13 |
| 10.  | SK Slavoj Žižkov     | 18 | 1  | 3 | 14 | 20 | 94 | 5  |

Poznámky:
- Z = Odehrané zápasy; V = Vítězství; R = Remízy; P = Prohry; VG = Vstřelené góly; OG = Obdržené góly; B = Body

|  | Postup do 1. asociační liga 1933/1934 |